# Visa (entreprise)
Pour les articles homonymes, voir Visa.
Visa est une société indépendante cotée en bourse (NYSE : V). Elle gère l'un des plus grands réseaux de paiement électronique au monde. Elle compte environ 21 500 employés et cadres, selon le rapport annuel fiscal valable pour l'année 2021, déposé le 18 novembre 2021 et transmis à la Securities and Exchange Commission à Washington, organisme fédéral de régulation bancaire et boursière.
Le principal concurrent de Visa est le groupe Mastercard.
En 2013, 500 millions de cartes Visa étaient en circulation en Europe. Fin 2017, le nombre total de titulaires de cartes Visa est d'environ 3 milliards, qui se répartissent dans quasiment tous les pays. Les cartes Visa sont disponibles dans plus de 175 monnaies. Elles sont acceptées par plus de 56 millions de commerçants en 2020, selon un rapport de la société NILSON. Fin 2018, la totalité du nombre de détenteurs de cartes VISA est égal à de 3,3 milliards et disponibles dans environ 180 monnaies, réparties dans tous les pays faisant partie de l'ONU. Le rapport annuel fiscal daté du 14 novembre 2019 et déposé auprès de la S.E.C. à Washington fait état de 3,4 milliards de cartes, acceptées dans 200 pays et territoires. Le rapport annuel fiscal 2021 signale une augmentation à 3,7 milliards de détenteurs de cartes dans le monde. Au 30 septembre 2022, selon les données fournies du groupe, il y aurait 4,1 milliards de cartes détenues par des personnes soit physiques soit morales et environ 80 millions de commerçants ou assimilés accepteraient les différentes cartes émises par le groupe, dans le monde.

## Histoire

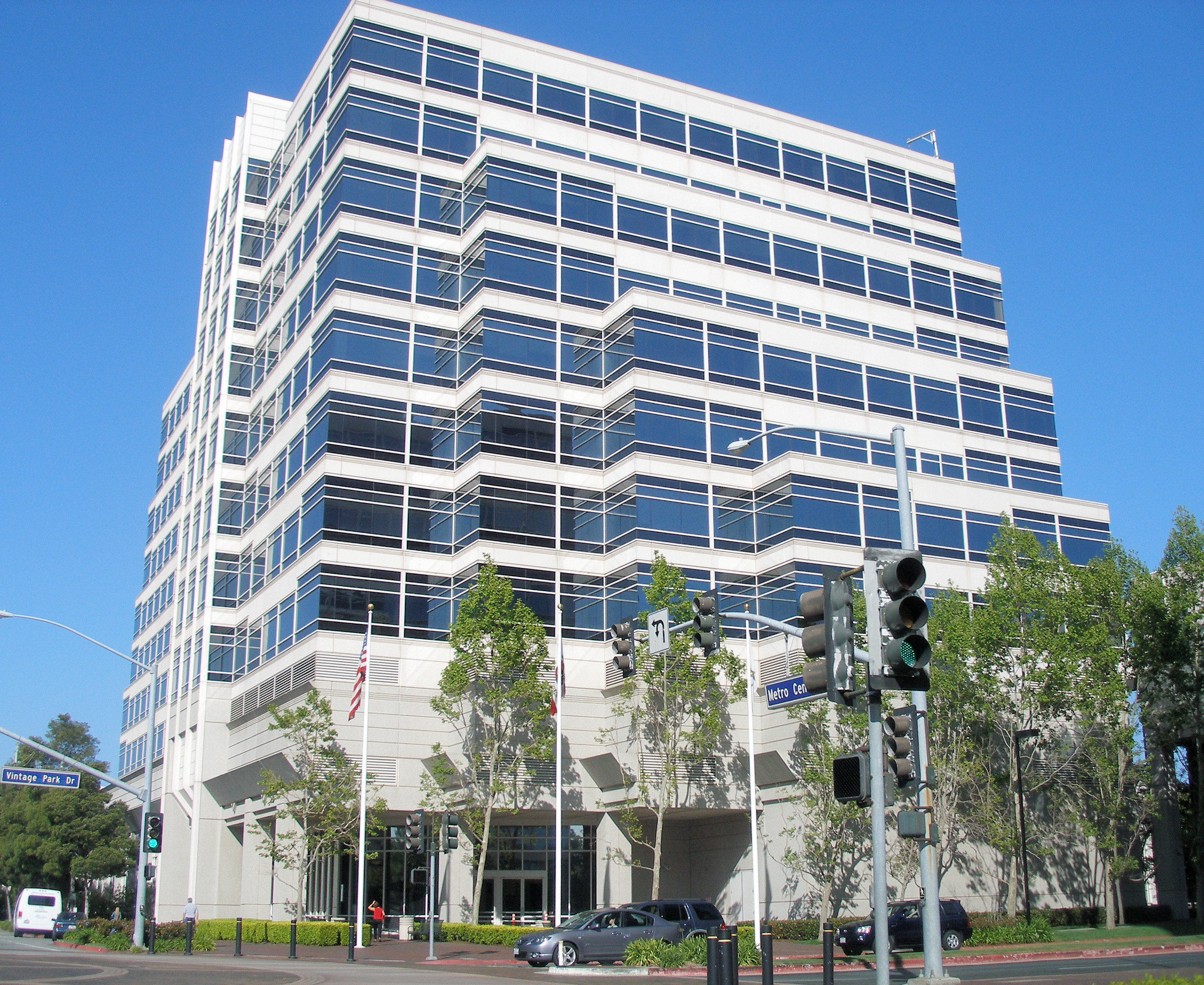
Siège social de Visa Inc. à Foster City en Californie.

### Origine sous la forme de la carte émise par la Bank of America en 1958
En 1958, la Bank of America émet la BankAmericard, une carte de paiement commercialisée dans l'État de la Californie et qui offre à ses clients un service de carte de crédit et de débit. En 1965, Bank of America accorde des licences à des banques basées en dehors de la Californie, afin d'élargir la diffusion de ses cartes. Au même moment, un consortium de banques localisées dans l'Illinois ainsi que sur la côte Est crée une autre association de cartes de crédit et de débit sous le nom de cartes Master Charge (qui sera plus tard MasterCard). La plupart des banques régionales et locales aux États-Unis, premier marché mondial pour les banques, mettent alors fin à leur programme spécifique de cartes bancaires et rejoignent soit BankAmericard, soit Master Charge. En 1970, plus de 1 400 banques offrent l'une des deux cartes.

### De la BankAmericard à la création de Visa en 1977
Dee Ward Hock, président du comité des banques aux États-Unis, invite les banques avec licence fédérale reconnue aux États-Unis à s'impliquer dans le programme de BankAmericard et en 1970 est créée la structure National BankAmericard Inc. (NBI), un consortium de banques émettant la BankAmericard.
Ce consortium administre et développe le système de BankAmericard et Dee Ward Hock est choisi pour diriger la nouvelle organisation.
En 1973, la monétique est mis en place avec des systèmes d’autorisation plus rapide, réduisant le temps d'attente par autorisation et de compensation de 5 minutes à 56 secondes.
La carte est rebaptisée Visa en 1977 pour faciliter son internationalisation. En effet, ce nom n'implique aucune identité nationale, il se prononce dans toutes les langues et ne fait référence à aucune banque. La première carte Visa Classic est alors émise la même année.
En 1979, Visa introduit les chèques voyageurs (qui sont l'équivalent des chèques de voyage émis par American Express depuis 1891) et, la même année, Visa commence à encourager les commerçants à utiliser un nouveau système d'opérations qui consiste en une autorisation électronique chaque fois qu'un achat est effectué avec la carte afin de lutter contre la fraude.
En 1984, la carte de paiement Visa Classic est remaniée pour y inclure un hologramme de sécurité pour lutter contre la fraude.
En 1986, la carte Visa Premier est introduite.
Entre 1977 et 1983, la part de marché de Visa passe de 40 % à 60 %.

### Essor au niveau mondial et gains de parts de marchés (années 1980-1990)
En 1983, Dee Ward Hock met en place un réseau mondial de guichets automatiques bancaires qui permettent aux titulaires de carte Visa de retirer de l'argent à des endroits situés en dehors des banques ou des coopératives de crédit. La plupart des distributeurs automatiques de billets sont d’abord situés dans des endroits jugés pratiques pour les utilisateurs, tels que les aéroports, les gares des villes importantes et les lieux touristiques. Ils sont ensuite placés dans les banques elles-mêmes, les stations-service, les épiceries et d'autres lieux.
En février 1987, Visa conclut un accord de 5 millions de dollars afin d'obtenir un tiers du système de distributeurs automatiques de billets aux États-Unis et devient ainsi le deuxième plus grand réseau d'automates bancaires aux États-Unis, sur un total américain de 68 000 distributeurs automatiques.
En 1992, la Gold Card Visa devient la carte de crédit la plus utilisée au monde.
1993 est une année record pour Visa avec un total facturé avec une carte VISA d'achats et de services à travers le monde qui s‘élève à plus de 500 milliards de dollars. Plus de 300 millions de cartes ont été émises à des clients dans le monde et Visa dispose de plus de 160 000 guichets automatiques dans 60 pays,. Visa lance la même année sa première « carte à puce », en achetant le système initial de la carte créée par l'inventeur français Roland Moreno, à compter de 1975, au moyen des dispositifs mis en place par la société EMVco (qui est une société commune aux cartes VISA et Mastercard) avec pour but de renforcer la protection contre les fraudes, facilement effectuées avec les cartes avec pistes magnétiques.
En 1997, Visa lance le plus important programme pilote au monde pour le commerce en ligne sécurisé en utilisant le protocole Secure Electronic Transaction.
En 2002, Visa lance « Verified by Visa » qui permet d’authentifier le titulaire et de le protéger contre les utilisations malveillantes de sa carte lors des achats en ligne.
En 2003, plus d'un milliard de cartes VISA sont en circulation. Elles sont acceptées comme mode de paiement et de règlement dans 150 pays. Toujours en 2003, 3 000 milliards de dollars de biens et services sont réglés par l'intermédiaire des modes de paiement de VISA.

### Introduction en bourse en 2008
Le 11 octobre 2006, Visa annonce que ses opérations vont être regroupées au sein d'une seule entreprise cotée en bourse : Visa Inc. La restructuration préalable à l'introduction en bourse regroupe Visa Canada, Visa USA et Visa International au sein de Visa Inc. Toutefois, Visa Europe, qui émet toutes les cartes VISA pour la zone Europe occidentale et Europe orientale, n'est pas concernée par cette restructuration et conserve son autonomie,.
Le 3 octobre 2007, Visa achève sa restructuration et est actée la constitution de Visa Inc, qui annonce son introduction future à la Bourse de New York, dans un délai de six mois.
Le 18 mars 2008, Visa fait son entrée à la Bourse de New York, au prix de 43,5 dollars par action. Les souscripteurs achetent pour 19,9 milliards de dollars de titres. Dans le cadre d'un accord entre Visa Europe et Visa Inc, Visa Europe reçoit des titres Visa Inc.

### Visa Europe Limited
Le groupement Carte Bleue est créé en 1967 par une union de banques françaises : trois nationalisées et trois privées : la BNP, le Crédit commercial de France (CCF), le Crédit du Nord, le Crédit industriel et commercial (CIC), le Crédit lyonnais et la Société générale. Il s'associe avec la banque américaine Bank of America, établie en Californie, qui émet une carte bancaire depuis 1958 qui était alors la BankAmerica card et qui deviendra Visa en 1977. En 1984, après demande auprès des autorités de régulation et du ministère des finances, les banques du groupe Carte Bleue ainsi que le Crédit agricole et le Crédit mutuel, ces deux groupes bancaires mutualistes qui n'avaient pas voulu faire partie des 6 banques ayant créé la carte bleue, fondent le Groupement  des cartes bancaires CB.
Visa Europe Limited est créé en 2004 en tant que société autonome, détenue et contrôlée exclusivement par plus de 4 000 banques européennes. En 2007, Visa Europe devient autonome de la société Visa Inc. avec une licence exclusive, irrévocable et perpétuelle.
En 2010, Carte Bleue et Visa Europe fusionnent et donnent naissance à l’association Visa Europe France.
Le 2 novembre 2015, Visa Inc. annonce le rachat de Visa Europe pour une somme avoisinant les 21,2 milliards d'euros,.

### Depuis 2015
En 2016, la part de marché de Visa a un peu baissé à 55 %. Il est à comparer avec le nombre de titulaires du réseau concurrent, Mastercard, soit environ 1,56 milliard de possesseurs et les titulaires de cartes Maestro et Cirrus, également gérées par Mastercard, qui sont environ 700 millions dans le monde. À la fin de 2017, le nombre total de titulaires de cartes Visa est d'environ 2,1 milliards, au niveau international. En 2016, avec environ 43 millions de cartes, le groupe Europe Visa est le premier réseau de cartes de crédit et de débit en France. En 2017, les cartes VISA sont au nombre de plus de 46 millions en France. Ce chiffre est à comparer notamment avec le nombre total en France de titulaires de cartes American Express, qui est environ d'1 million, pour la même année.
En 2018, Visa investit dans la startup Paidy proposant une solution de paiement en ligne sans carte bleue. En décembre 2018, Visa annonce l'acquisition d'Earthport, une entreprise britannique de transaction transnationale, pour 250 millions de dollars. En janvier 2020, Visa annonce l'acquisition pour 5,3 milliards de dollars de Plaid, une start-up. Quelques jours plus tard, Visa annonce avoir investi dans la startup Very Good Security, spécialisée dans la protection des données numériques sensibles.
En août 2020, une vulnérabilité relative au paiement sans contact est mise en évidence par deux chercheurs de l'École polytechnique fédérale de Zurich. Ils sont parvenus à dépasser le plafond de 50 euros sans avoir à s'authentifier.
En janvier 2021, Visa annonce l'abandon de l'acquisition de Plaid, pour 5,3 milliards de dollars, en raison de l'opposition des autorités de la concurrence américaines.
En juin 2021, Visa annonce l'acquisition de Tink, une entreprise suédoise spécialisée dans l'open banking, pour 2,2 milliards de dollars. En juillet 2021, Visa annonce l'acquisition de Currencycloud, une entreprise britannique de paiement transfrontalier, pour 700 millions de livres.

## Actionnaires
Liste des principaux actionnaires au 10 novembre 2021 :
| The Vanguard Group                                      | 8,06 % |
| T. Rowe Price Associates (Investment Management)        | 4,89 % |
| SSgA Funds Management                                   | 4,35 % |
| Fidelity Management & Research                          | 3,11 % |
| BlackRock Fund Advisors                                 | 2,27 % |
| Geode Capital Management                                | 1,66 % |
| Massachusetts Financial Services (en)                   | 1,44 % |
| Capital Research & Management (International Investors) | 1,28 % |
| AllianceBernstein (en)                                  | 1,23 % |
| Northern Trust Investments (Investment Management)      | 1,16 % |

## Communication

### Identités visuelles

Logo de 1992 à 2005.
Logo de 2005 à 2014.
Logo de 2014 à 2021.
Logo depuis 2021.

### Sponsoring sportif
En 1986, Visa signe un accord de partenariat avec le Comité international olympique et devient le principal sponsor des Jeux olympiques (JO). Visa assure le système de paiement électronique exclusif des JO. Ce partenariat débute lors des Jeux olympiques d'été 1988 de Séoul, en Corée du sud. Visa est, de par son contrat actuel, un commanditaire des Jeux olympiques jusqu'en 2012.
Une controverse eut lieu à l'occasion des jeux olympiques d'été de 2004 à Athènes du fait d'une restriction sur les distributeurs de billets, qui n'accepte alors que les cartes Visa, tout comme les terminaux de paiement aux jeux d'été de 2012 et ceux de Paris en 2024.
En 2002, Visa devient également partenaire des Jeux Paralympiques.
En 2007, Visa poursuit son engagement dans le sponsoring sportif en devenant partenaire de la coupe du monde de football, dès les épreuves de 2010, selon le contrat conclu avec la FIFA et ce jusqu’en 2022.

## Codes des cartes VISA
Toutes les cartes Visa commencent par le chiffre 4, comportent un total de 16 chiffres et possèdent un cryptogramme visuel de 3 chiffres de sécurité situés au dos de la carte. Ces chiffres permettent en principe au vendeur de s'assurer que le client a sa carte personnelle en main. Ils sont principalement utilisés pour le commerce en ligne, par téléphone et par télécopie. Le rapport fiscal 2019 remis à la S.E.C. en novembre 2019 faisait état de 3,2 milliards de cartes VISA acceptées par environ 56 millions d'établissements marchands, dans le monde entier.

## Directions

### Présidents
- Dee Ward Hock : jusqu'en 1984[23]
- Charles T. Russell : depuis 1984[23].

#### Visa Inc.
- (en) Site officiel
- Ressource relative à la recherche :   - Global Research Identifier Database
- Notice dans un dictionnaire ou une encyclopédie généraliste :   - Den Store Danske Encyklopædi
- Notices d'autorité :   - VIAF
  - ISNI
  - LCCN
  - GND
  - Israël
  - WorldCat

#### Visa Europe Limited
- Site officiel
- Ressources relatives aux organisations (pour Visa Europe) :   - SIREN
  - Registre de transparence de l'UE
- Ressource relative à la recherche (pour Visa Europe) :   - Global Research Identifier Database
- Notices d'autorité (pour Visa Europe) :   - VIAF
  - LCCN
  - WorldCat